# Cellulosederivate
| Cellulose und Cellulosederivate (R= Methyl, Ethyl, Acetyl, Propionyl, Hydroxymethyl, Carboxymethyl etc.) mit von oben nach unten ansteigendem molaren Substitutionsgrad (schematische Präsentation) |
| vergrößern und Informationen zum Bild anzeigenCellulose (jede Glucoseeinheit enthält drei Hydroxygruppen)                                                                                           |
| vergrößern und Informationen zum Bild anzeigenCellulosederivat Substitutiongrad 1 (eine Hydroxygruppe pro Glucoseeinheit ist substituiert)                                                          |
| vergrößern und Informationen zum Bild anzeigenCellulosederivat Substitutiongrad 2 (zwei Hydroxygruppen pro Glucoseeinheit sind substituiert)                                                        |
| vergrößern und Informationen zum Bild anzeigenCellulosederivat Substitutiongrad 3 (alle drei Hydroxygruppen jeder Glucoseeinheit sind substituiert)                                                 |

Cellulosederivate sind chemische Derivate von Cellulose. Mögliche Modifikationen sind Methylierung (→Methylcellulose), Ethylierung, Hydroxypropylierung, Sulfonierung, Nitrierung (→Cellulosenitrat), Acetylierung (→Celluloseacetat), Oxidation, Xanthogenierung, Quervernetzung, Copolymerisation durch Pfropfen. Es gibt zahlreiche weitere Modifikationen. Grundlage zur Herstellung von Derivaten sind zumeist hochreine Cellulosen. Angestrebt wird bei der Herstellung oftmals ein eng begrenzter Polymerisierungsgrad des Celluloserückgrats sowie ein spezielles Substitutionsmuster der Hydroxygruppen der Cellulose. Angestrebt wird in der Regel ein Substitutionsmuster, welches unabhängig von der Kettenlänge und auch entlang der einzelnen Polymerketten einheitlich ist.
Mit zunehmendem Polymerisierungsgrad nimmt die Viskosität der Lösung von Cellulosederivaten zu. Darauf beruhen Verfahren der Polymeranalytik, wie die Viskosimetrie.
Cellulosederivate werden angewendet bei der Herstellung von Bauchemikalien, Sprengstoffen, Lebensmitteln, Farben, Lacken, in der Papierindustrie, der Membrantechnik und als Chromatographiematerialien.